# Frisinnade landsföreningen
Frisinnade landsföreningen var ett liberalt politiskt parti som fungerade som partiorganisation för riksdagspartiet Liberala samlingspartiet 1902–1923 och Frisinnade folkpartiet 1924–1934. Det bildades av bland andra Gustav Rosén och var till stora delar en omorganisation av Sveriges Allmänna Rösträttsförbund.
Partiet splittrades 1923 på frågan om spritförbud då förbudsmotståndarna bröt sig ur partiet och bildade Sveriges liberala parti. Frisinnade landsföreningen slogs 1934 samman med Sveriges liberala parti under namnet Folkpartiet.

## Partiledare (formellt ordförande i förtroenderådet)
- Ernst Beckman, 1902–1914
- Axel Schotte, 1914–1917
- Daniel Persson i Tällberg, 1917–1919
- Raoul Hamilton, 1919–1923
- Carl Gustaf Ekman, 1923–1934 (deltog inte i arbetet 1933–1934)
- David Bergström fungerade som ordförande 1933–1934
- Ola Jeppsson, 1934